# Герб Краснопільського району
Герб Краснопі́льського райо́ну — офіційний символ Краснопільського району Сумської області, затверджений 29 грудня 2001 року на дев'ятнадцятій сесії двадцять третього скликання Краснопільської районної ради.

## Опис
Гербовий щит має форму чотирикутника з півколом в основі (іспанський щит). Щит перетятий на два поля. Верхня частина — у малиновім полі — золотий хрест, над ним три золотих шестикутних зірки. Нижня частина — у білім полі — дві навхрест розміщені зелені гілки.
Верхня й нижня частина герба — елементи відомих у районі символів — Краснопільсько-Сироватської сотні й герба Миропілля. Малинове поле — колір прапора Краснопільсько-Сироватської сотні — несе в собі символічне об'єднання героїчного минулого часів заселення території й героїчної історії часів Другої світової війни.
Золотий хрест символізує святість територіального й людського єднання, утвердження вічних християнських цінностей високої духовності. Три золоті шестикінечні зірки — три основні складових частини, з яких утворився сучасний район, кількість променів у трьох зірках — 18 територіальних утворень району (16 сільських і 2 селищних ради). Жовтий колір хреста і зірок символізує основний напрямок діяльності — сільське господарство із широкими нивами.
Дві схрещені зелені гілки — елемент герба Миропілля — персоніфікують красу рідного краю, щедрість і доброзичливість людей.